# がけ条例
がけ条例（崖条例、がけ地条例、崖地条例）とは、崖地や傾斜地における建築行為を制限する条例である。

## 概要
がけ条例では崖地を定義し、かつ崖地における建築行為について講じるべき対策を制定している。
がけ条例の制定主体は都道府県や市区町村であり、その根拠法規は建築基準法第１９条第４項である。
同条項においてがけ崩れ等の被害を受けるおそれのある場合には、擁壁の設置その他安全上適当な措置を講じるべきことを規定している。
転じて安全上適切な措置を講じることなく建築行為を行ってはならない。原則は不許可で、措置を講じた場合に限り制限が緩和される可能性がある。
また都市計画法施行規則第１６条４項において、崖地を水平面に対して３０度超の角度を有する地表面（風化の著しくない硬岩盤を除く）と定義している。
これらの法規に基づき、市区町村の現状に即して必要事項を具体的に規定したのが、がけ条例である。

## 名称
がけ条例とは通称であり、実際には自治体によって異なる。
具体的には自治体名＋建築基準条例などと称されることが多く、建築基準法の運用に関する細則を規定していることが分かる名称となっている。

### がけ条例の名称例
- 東京都建築安全条例（第６条）
- 千葉県建築基準法施行条例（第４条）
- 神奈川県建築基準条例（第３条）
- 横浜市建築基準条例（第３条）
- 川崎市建築基準条例（第５条）
- 鎌倉市建築基準条例（第５条）
- 茅ヶ崎市建築基準条例（第３条）
- 藤沢市建築基準等に関する条例（第５条）
- 大和市建築基準条例（第３条）……など

## 崖地の定義
がけ条例では都市計画法施行規則第１６条４項による崖地の定義に加えて、独自に崖地を定義している。

### がけ条例による崖地の定義例
- 神奈川県　高低差３ｍ超
- 横浜市　高低差３ｍ超および傾斜勾配３０度超
- 川崎市　高低差３ｍ超
- 鎌倉市　高低差２ｍ超
- 茅ヶ崎市　高低差３ｍ超および傾斜勾配３０度超
- 藤沢市　高低差２ｍ超
- 大和市　高低差３ｍ超……など

都市計画法施行規則第１６条４項では崖地の高低差について言及がないため、自治体のがけ条例によって高低差を補完する形となっている。

## 適用範囲
崖地における建築制限の範囲は、がけ条例によって定められている。

### がけ条例の適用範囲例
- 神奈川県　崖地の下端から上端に向かって崖地の高低差×２倍＆崖地の上端から下端に向かって高低差×２倍の範囲
- 横浜市　崖地の下端を基準にして上端・下端の両方向へ崖地の高低差×２倍の範囲
- 川崎市　横浜市と同じ
- 鎌倉市　横浜市と同じ
- 茅ヶ崎市　神奈川県と同じ
- 藤沢市　神奈川県と同じ
- 大和市　神奈川県と同じ……など

崖地の上よりも下の方がより危険性が高いため、崖地の下の方がより広い範囲でがけ条例が適用されることが多い。

## 擁壁等の設置が不要な例外
がけ条例では以下の場合において、擁壁等の設置が不要と規定されている。具体的には各自治体の条例を参照されたい。

### 崖地等の条件
- 崖地の形状および土質により安全上支障がない場合
- 崖地の上にある盛土の高さ・斜面勾配が一定以下の場合

### 建物等の条件
- 建物の基礎が崖地の斜面に負荷をかけない場合
- 崖崩れが発生した場合の想定被害範囲を鉄筋コンクリート造にしている場合
- 建物と崖地の間に適切な防護壁（流土止め、待ち受け擁壁）等を儲けた場合
- 建物に居室を設けない場合
- 崖地から２０ｍ以上離れている場合……など

## 罰則
がけ条例に違反した場合の罰則は自治体によってケースバイケースである。
例えば横浜市建築基準条例に違反した場合、違反建築物の建築主・設計者・工事施工者などが５０万円以下の罰金に処される可能性があることを同条例第５８条に規定している。

## 参考・外部リンク
- がけ条例って何？建築基準法の制限や崖地・傾斜地を売却する方法など徹底解説！｜URUHOME
- がけ条例とは｜建築基準法の制限と緩和の条件を解説－いえーる住宅研究所